# Boo (プログラミング言語)
Boo はオブジェクト指向で静的型付けのプログラミング言語であり、共通言語基盤を通してUnicodeや国際化と地域化をサポートしている。ウェブアプリケーションも開発可能であり、Pythonに影響を受けた文法構造を持つ。そして言語やコンパイラの拡張性に重点が置かれている。特筆すべき機能を幾つか挙げてみると、型推論, ジェネレータ, 多重ディスパッチ、および付加的なダックタイピング、マクロ、真のクロージャ、カリー化、第一級関数などがある。Boo言語は2003年から活発に開発が行われている。
Boo言語の処理系は自由ソフトウェアであり、MITライセンス/BSDライセンスで配布されている。そしてマイクロソフト .NETおよびMonoの両方で動作する。
またオープンソースによる統合開発環境であるSharpDevelopやMonoDevelopでは、Boo言語による開発を標準でサポートしている。

## サンプルコード

### Hello worldプログラム
Boo言語による Hello, World! プログラムは次のようになる。
```
print
 
"Hello, World!"

```

### フィボナッチ数列生成関数
```
def
 
fib
():

    
a
,
 
b
 
=
 
0L
,
 
1L
       
#「L」が付いた数は64ビットになる。

    
while
 
true
:

        
yield
 
b

        
a
,
 
b
 
=
 
b
,
 
a
 
+
 
b

# 数列の最初の5つの数を出力する。

for
 
index
 
as
 
int
,
 
element
 
in
 
zip
(
range
(
5
),
 
fib
()):

    
print
(
"${index+1}: ${element}"
)

```

## 参照
1. ↑  Rodrigo Barreto de Oliveira (2005年). “The boo Programming Language” (PDF). 2009年2月22日閲覧。
2. ↑  Christoph Wille - christophw@icsharpcode.net. “SharpDevelop @ic#code”. 2010年7月9日閲覧。